# Henrik Gerner (biskop)
Henrik Thomesen Gerner, född 9 december 1629 i Köpenhamn, död 13 maj 1700 i Viborg, var en dansk biskop.
Efter studier i Sorö, Oxford, Leiden och Utrecht blev han kyrkoherde i Birkeröd. Under kriget med Sverige blev Gerner sex gånger utplundrad. Han deltog i en sammansvärjning i syfte att återvinna Kronoborgs fästning, men den uppdagades. Gerner låg sex timmar på sträckbänken utan att röja något och dömdes till döden. Hans straff omvandlades till straffarbete och dryga böter. 
Efter kriget återvände Gerner till Birkeröd, där han stannade tills han 1693 blev biskop i Viborg. Han gjorde flitiga folkloristiska och botaniska anteckningar, utgav ett par socialetiska arbeten, De vises politica practico-sacra (1662) samt dikter i barockens maner och uppträdde i Orthographia danica eller Det danske Sproks Skrifverictighed (1678) mot Peder Syvs reformstavning.
Han skrev diktverket Kristian V:s lykkelige Ilias eller landtog og Ulysses eller sötog, ur vilket strofen på monumentet över slaget vid Lund hämtats.